# Pseudolaureola
Pseudolaureola är ett släkte av kräftdjur. Pseudolaureola ingår i familjen Armadillidae.
Kladogram enligt Catalogue of Life:
| Pseudolaureola | \| \| Pseudolaureola atlantica \| \| \| \| \| \| Pseudolaureola deharvengi \| \| \| \| \| \| Pseudolaureola hystrix \| \| \| \| \| \| Pseudolaureola wilsmorei \| \| \| \| |
|                | \| \| Pseudolaureola atlantica \| \| \| \| \| \| Pseudolaureola deharvengi \| \| \| \| \| \| Pseudolaureola hystrix \| \| \| \| \| \| Pseudolaureola wilsmorei \| \| \| \| |
|                | Pseudolaureola atlantica |
|                | |
|                | Pseudolaureola deharvengi |
|                | |
|                | Pseudolaureola hystrix |
|                | |
|                | Pseudolaureola wilsmorei |
|                | |